# Gerhard Kaull
Gerhard Kaull, född 14 oktober 1899 i Pskov i Ryssland, död 18 augusti 1964, var en tysk-svensk läkare. Han var i sitt äktenskap med Inga Lindgren far till Anitha Bondestam.
Kaull var son till bankdirektör Woldemar Kaull och Helena Herrmann. Han blev läkare och medicine doktor i München 1925 och erhöll Kungl. Maj:ts tillstånd att i Sverige utöva läkekonsten 1949. Han var underläkare vid röntgenavdelningen vid Städtische Krankenhaus i Schwabing, München, 1925, vid medicinska avdelningen vid Krankenhaus i Barmbek, Hamburg, 1925 och var marinläkare i Tyskland 1926–1945. 
Kaull blev kommendör i tyska marinläkarkåren och förste underläkare vid medicinska universitetskliniken i Hamburg 1932, personalläkare 1935, biträdande överläkare vid Universitätskrankenhaus i Hamburg 1935, extra läkare och tillförordnad underläkare vid medicinska avdelningen på Eskilstuna lasarett 1947 samt praktiserande läkare i Eskilstuna från 1949 och i Stockholm från 1952. Han var Sachverständigenbeirat i Deutsche Krankenhausgesellschaft 1935–1945 och referent i Zentralblatt für die gesamte Radiologie 1926–1945.